# Tetrataenium leucocarpum
Tetrataenium leucocarpum är en flockblommig växtart som först beskrevs av James Edward Tierney Aitchison och William Botting Hemsley, och fick sitt nu gällande namn av Ida P. Mandenova. Tetrataenium leucocarpum ingår i släktet Tetrataenium och familjen flockblommiga växter. Inga underarter finns listade i Catalogue of Life.